# Lindbergs socken
Lindbergs socken i Halland ingick i Himle härad, ingår sedan 1971 i Varbergs kommun och motsvarar från 2016 Lindbergs distrikt.
Socknens areal är 42,20 kvadratkilometer, varav 41,79 land. År 2000 fanns här 2 819 invånare. Tätorterna Trönninge och Tofta, småorten Trönningenäs samt kyrkbyn Lindberg med sockenkyrkan Lindbergs kyrka ligger i socknen.  

## Administrativ historik
Lindbergs socken har medeltida ursprung.
Vid kommunreformen 1862 övergick socknens ansvar för de kyrkliga frågorna till Lindbergs församling och för de borgerliga frågorna till Lindbergs landskommun.  Landskommunen uppgick 1952 i Lindberga landskommun som 1971 uppgick i Varbergs kommun. Församlingen utökades 2010 och namnändrades till Lindberga församling.
1 januari 2016 inrättades distriktet Lindberg, med samma omfattning som församlingen hade 1999/2000. 
Socknen har tillhört fögderier och domsagor enligt Himle härad. De indelta båtsmännen tillhörde Norra Hallands första båtsmanskompani.

## Geografi och natur
Lindbergs socken ligger närmast norr om Varberg vid kusten och har också viss skärgård med ön Balgö och halvön Getterön.  Socknen är delvis kuperad slättbygd med dalgångar och små bergshöjder.
Det finns fyra naturreservat i socknen som samtliga ingår i EU-nätverket Natura 2000: Balgö, Gamla Varberg, Getterön och Västra Getterön.
Sätesgårdar var Lindhovs kungsgård och Göingegården.

## Fornlämningar
Från stenåldern finns cirka 50 boplatser. Från bronsåldern finns gravrösen och från järnåldern gravfält och två fornborgar. Vid Lindhov finns lämningar efter det gamla Varberg.

## Namnet
Namnet (1362 Lymbergom) kommer från kyrkbyn. Förleden har oklar tolkning, den kan vara lim, 'kalk(sten)' också i betydelsen 'fågelspillning' eller den kan möjligen vara lind. Efterleden är berg syftande på den höjd byn ligger på.

## Befolkningsutveckling
| Befolkningsutvecklingen i Lindbergs socken 1780–1990                                                    | Befolkningsutvecklingen i Lindbergs socken 1780–1990 | Befolkningsutvecklingen i Lindbergs socken 1780–1990 | Befolkningsutvecklingen i Lindbergs socken 1780–1990 | Befolkningsutvecklingen i Lindbergs socken 1780–1990 |
| --- | ---------------------------------------------------- | ---------------------------------------------------- | ---------------------------------------------------- | ---------------------------------------------------- |
| |                                                      |                                                      |                                                      |                                                      |
| År |                                                      |                                                      | Folkmängd                                            |                                                      |
| 1780 | 1780                                                 |                                                      | 1 118                                                |                                                      |
| 1800 | 1800                                                 |                                                      | 1 169                                                |                                                      |
| 1810 | 1810                                                 |                                                      | 1 286                                                |                                                      |
| 1820 | 1820                                                 |                                                      | 1 448                                                |                                                      |
| 1830 | 1830                                                 |                                                      | 1 648                                                |                                                      |
| 1840 | 1840                                                 |                                                      | 1 759                                                |                                                      |
| 1850 | 1850                                                 |                                                      | 1 955                                                |                                                      |
| 1860 | 1860                                                 |                                                      | 2 105                                                |                                                      |
| 1870 | 1870                                                 |                                                      | 2 075                                                |                                                      |
| 1880 | 1880                                                 |                                                      | 1 935                                                |                                                      |
| 1890 | 1890                                                 |                                                      | 1 885                                                |                                                      |
| 1900 | 1900                                                 |                                                      | 1 816                                                |                                                      |
| 1910 | 1910                                                 |                                                      | 1 729                                                |                                                      |
| 1920 | 1920                                                 |                                                      | 1 797                                                |                                                      |
| 1930 | 1930                                                 |                                                      | 1 687                                                |                                                      |
| 1940 | 1940                                                 |                                                      | 1 706                                                |                                                      |
| 1950 | 1950                                                 |                                                      | 1 532                                                |                                                      |
| 1960 | 1960                                                 |                                                      | 1 650                                                |                                                      |
| 1970 | 1970                                                 |                                                      | 1 882                                                |                                                      |
| 1980 | 1980                                                 |                                                      | 2 226                                                |                                                      |
| 1990 | 1990                                                 |                                                      | 2 593                                                |                                                      |
| Anm: Källor: Umeå universitet - Tabellverket 1749-1859, Demografiska databasen, CEDAR, Umeå universitet |                                                      |                                                      |                                                      |                                                      |